# Samariscus
Genre
Samariscus est un genre des poissons plats de la famille des Samaridae.

## Liste d'espèces
Selon ITIS :
- Samariscus asanoi Ochiai & Amaoka, 1962
- Samariscus corallinus Gilbert, 1905
- Samariscus desoutterae Quéro, Hensley & Maugé, 1989
- Samariscus filipectoralis Shen, 1982
- Samariscus huysmani Weber, 1913
- Samariscus inornatus (Lloyd, 1909)
- Samariscus japonicus Kamohara, 1936
- Samariscus latus Matsubara & Takamuki, 1951
- Samariscus longimanus Norman, 1927
- Samariscus luzonensis Fowler, 1934
- Samariscus macrognathus Fowler, 1934
- Samariscus maculatus (Günther, 1880)
- Samariscus nielseni Quéro, Hensley & Maugé, 1989
- Samariscus sunieri Weber & de Beaufort, 1929
- Samariscus triocellatus Woods in Schultz, Woods & Lachner, 1966
- Samariscus xenicus Ochiai & Amaoka, 1962

Selon WRMS :
- Samariscus asanoi Ochiai & Amaoka, 1962
- Samariscus corallinus Gilbert, 1905
- Samariscus desoutterae Quéro, Hensley & Maugé, 1989
- Samariscus filipectoralis Shen, 1982
- Samariscus huysmani Weber, 1913
- Samariscus inornatus (Lloyd, 1909)
- Samariscus japonicus Kamohara, 1936
- Samariscus latus Matsubara & Takamuki, 1951
- Samariscus longimanus Norman, 1927
- Samariscus luzonensis Fowler, 1934
- Samariscus macrognathus Fowler, 1934
- Samariscus maculatus (Günther, 1880)
- Samariscus multiradiatus Kawai, Amaoka & Séret, 2008
- Samariscus nielseni Quéro, Hensley & Maugé, 1989
- Samariscus sunieri Weber & de Beaufort, 1929
- Samariscus triocellatus Woods, 1960
- Samariscus xenicus Ochiai & Amaoka, 1962